# Dodge Tomahawk
Dodge Tomahawk – motocykl, który został zaprezentowany na salonie samochodowym w Detroit w styczniu 2003 roku. Wzbudził wtedy niemałe zamieszanie zwiedzających swoim niecodziennym designem i zaawansowaną technologią. Wyprodukowano ok. 10 egzemplarzy, każdy za ok. $500 000.

## Dane techniczne
- Widlasty silnik: V10 - ten sam, który jest seryjnie montowany w Dodge'u Viperze
- Masa własna: 680 kg
- Rozkład masy przód/tył: 49/51%
- Pojemność zbiornika paliwa: 12,3 l
- Spalanie 7 l/100 km
- Prędkość maksymalna: szacowane 560-640km/h (nigdy nie sprawdzono)
- Przyspieszenie: 0-100 km/h w 1,8 sekundy
- Pojemność skokowa - 8277 cm³
- Benzynowy
- Dwa zawory na cylinder
- Cena: 500 000 dolarów

## Dane techniczne Dodge Tomahawk 2003
- Silnik: Chłodzony cieczą, czterosuwowy, V10 - 90 stopni, wałek rozrządu umieszczony w bloku silnika, po 2 sterowane popychaczami zawory na cylinder, smarowanie suchą miską olejową, elektroniczny wtrysk i zarządzanie silnikiem
- Średnica cylindra x skok tłoka : 102,4 x 100,6 mm
- Pojemność skokowa: 8277 cm³
- Stopień sprężania: 9,6:1
- Maks. moc: 507 KM (373 kW) przy 5600 obr./min
- Maksymalny moment obr. : 712 Nm przy 4200 obr./min
- Przeniesienie mocy: dwutarczowe mechanicznie sterowane sprzęgło suche, sekwencyjna dwustopniowa skrzynia biegów z mechanizmem różnicowym, łańcuch, przełożenie wtórne 35:14
- Rama: aluminiowa typu monocoque
- Ukł. kierowniczy: ukł. kier. ze zwrotnicami, niezależne zawieszenie kół, z przodu dwa aluminiowe wahacze wzdłużne, z tyłu wahacz jednoramienny, w pełni regulowany centralny element resorująco - tłumiący z systemem dźwigni z przodu i z tyłu
- Hamulce: z przodu i z tyłu po jednej pływającej tarczy hamulcowej o średnicy 508 mm w każdym z kół, z przodu po dwa czterotłoczkowe zaciski hamulcowe, z tylu po jednym
- Koła: Felgi aluminiowe, przód 4,00 x 20; tył 5,00 x 20; opony dunlop,
- Rozstaw osi: 1930 mm, rozstaw kół z przodu 222 mm, rozstaw kół z tyłu 254 mm,
- Maks. przechył w obie strony: 45 stopni
- Długość/szerokość/wysokość: 2591/704/937 mm
- Wysokość siodła: 737 mm